# Центральные болота (Ирак)
Центра́льные боло́та (араб. أهوار القرنة‎) — комплекс водно-болотных угодий в Ираке, часть Месопотамских болот. Площадь поверхности — 2197-3000 км². С 2014 года являются рамсарским угодьем.
Расположены севернее слияния Тигра и Евфрата, лежат между болотами Эль-Хаммар и Эль-Хавиза. Болота приблизительно ограничены треугольником Эн-Насирия — Эль-Курна — Калъат-Салих. Болота питаются непосредственно из Ефрата (в основном из рукавов Шатт-эль-Мумина и Маджар-эль-Кабир), во время половодья их площадь достигает 4000 км².
Болота покрывали плотные тростниковые заросли, перемежающиеся с открытыми участками воды. В центральной части болот лежали непересыхающие озёра Хаур-Умм-эль-Бинни и аз-Зикри глубиной до 3 м. До осушения солёность болот составляла 0,27-0,54 ‰; максимальная солёность — 2,25 ‰ — зарегистрирована в 2006 году. Измеренная в 2006 году кислотность воды колебалась в диапазоне 6,68-8,78; температура воды — в диапазоне 12,35-29,93 °C. Концентрация нитрата составляет 2-13 мкг/л, фосфата — 0,194-2,613 мкг/л.
Центральные болота были почти полностью осушены в ходе осушения болот Месопотамии в 1980—1990-х годах (к 2000 году из 3121 км² осталось лишь 98 км², то есть 3 % площади болот), для расширения земель, пригодных для сельского хозяйства, развития нефтяной отрасли и борьбы с восстанием 1991 года, и превратились в пустыню с солончаками. Через бывшие болота были проложены дороги и дамбы, также были воздвигнуты дамбы по берегам рек. С 2003 года ведутся работы по восстановлению болот, часть территории уже затоплена и некоторые виды животных возвращаются в данный район.
На болотах зимуют или останавливаются многие редкие виды перелётных птиц, такие как иракская камышовка и большой подорлик. До 1990-х годов на болотах жили озёрные арабы.